# Município de Liverpool (condado de Columbiana, Ohio)
O município de Liverpool (em inglês: Liverpool Township) é um município localizado no condado de Columbiana no estado estadounidense de Ohio. No ano de 2010 tinha uma população de 4.047 habitantes e uma densidade populacional de 210,25 pessoas por km².

## Geografia
O município de Liverpool encontra-se localizado nas coordenadas 40° 38′ 43″ N, 80° 36′ 13″ O. Segundo a Departamento do Censo dos Estados Unidos, o município tem uma superfície total de 19.25 km², da qual 19,08 km² correspondem a terra firme e (0,89 %) 0,17 km² é água.

## Demografia
Segundo o censo de 2010, tinha 4.047 habitantes residindo no município de Liverpool. A densidade populacional era de 210,25 hab./km². Dos 4.047 habitantes, o município de Liverpool estava composto pelo 97,11 % brancos, o 0,94 % eram afroamericanos, o 0,12 % eram amerindios, o 0,62 % eram asiáticos, o 0,22 % eram de outras raças e o 0,99 % eram de uma mistura de raças. Do total da população o 0,59 % eram hispanos ou latinos de qualquer raça.